# Недра
Не́дра — часть земной коры, расположенная ниже почвенного слоя, а при его отсутствии — ниже земной поверхности и дна водоёмов и водотоков, простирающаяся до глубин, доступных для геологического изучения и освоения. Часть Земли, включающая материальные вещества (полезные ископаемые), находящиеся в верхней части земной коры, в пределах которой возможна их добыча для всех видов деятельности людей.

## Описание
Недра могут рассматриваться как с точки зрения геологии, так и с правовой точки зрения (как юридическое понятие). Под термином «недра» иногда понимают не только подземное пространство с содержащимися в нём полезными ископаемыми, но и все другие полезные свойства недр, включая полости, энергетические и другие ресурсы.
Впервые как юридический термин «недра», а точнее «недра земные», встречается в 1832 году в Уставе Горном Российской Империи, где полезные ископаемые рассматривались как составная часть недр. Однако толкование терминов «недра» и «полезные ископаемые» не приводилось. Как юридической дефиниции «полезные ископаемые» было дано лишь в 1927 г. в Горном положении СССР и в последующих законодательных актах не приводилось. Полезными ископаемыми здесь назывались «составные части недр — твердые, жидкие и газообразные, которые могут добываться с промышленной целью путём извлечения или отделения их, независимо от того, находятся ли они в глубине или выходят на поверхность».
Например, алмазы для украшений и промышленных приборов добываются на глубине 150—200 метров. Эти ценные минералы находятся под древними платформами и геологически стабильными областями континентов. В недрах размещают и угольные шахты. На отметке в 1100 метров ведется добыча в самой глубокой шахте России — «Комсомольской». Глубже уголь не добывают, потому что результат не окупает строительства. Но медь и другие полезные ископаемые — добывают. Самые глубокие шахты по добыче медной руды достигают 1500 метров.